# Cerkiew Narodzenia Najświętszej Marii Panny w Gródku
Cerkiew Narodzenia Najświętszej Marii Panny, cerkiew Narodzenia Przenajświętszej Bogurodzicy – prawosławna cerkiew parafialna w Gródku. Należy do dekanatu Gródek diecezji białostocko-gdańskiej Polskiego Autokefalicznego Kościoła Prawosławnego.

## Opis

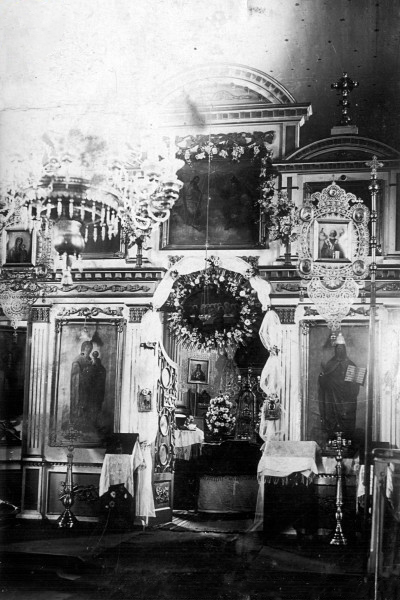
Wnętrze (1. połowa XX wieku)

Świątynię zbudowano w latach 1946–1970 w miejscu, gdzie prawdopodobnie wzniesiono pierwszą w Gródku cerkiew ufundowaną przez Chodkiewiczów już w XV wieku. Do 1943 w miejscu obecnej cerkwi stała świątynia drewniana wybudowana w 1858, która jednak uległa zniszczeniu 14 października 1943 w wyniku pożaru. Do czasu wzniesienia obecnej, murowanej świątyni, jej funkcję pełniła kaplica Opieki Matki Bożej na cmentarzu prawosławnym.
Cerkiew mieści się przy ulicy ks. Metropolity Bazylego Doroszkiewicza, pod numerem 1. Patron ulicy w latach 1946–1960 był proboszczem parafii w Gródku, znacząco przyczyniając się do wzniesienia świątyni. Została ona wyświęcona 15 czerwca 1970.
Autorami polichromii wykonanej w pierwszej połowie lat 50. byli Adam Stalony-Dobrzański i Jerzy Nowosielski. Witraże, na których przedstawiono wyobrażenia świętych i scen biblijnych, wykonał Adam Stalony-Dobrzański.
W latach 1992–2008 przeprowadzono kapitalny remont cerkwi. Odnowiono elewację, wymieniono pokrycie dachu, pozłocono kopuły, uzupełniono wyposażenie wnętrza, wykonano nowy ikonostas (z włoskiego marmuru), odrestaurowano część ikon. W cerkwi zamontowano lampy solarne, mające na celu ogrzewanie świątyni. Nocą cerkiew jest iluminowana.
W 2011 ukończono remont ogrodzenia wokół świątyni. W 2016 w cerkwi umieszczono dębowe kioty z ikonami Matki Bożej Gródeckiej i św. Jana Teologa.
Przy świątyni znajduje się nieczynny cmentarz założony w XVII wieku.
Cerkiew została wpisana do rejestru zabytków 9 grudnia 2004 pod nr A-126.

## Inne informacje
W Muzeum Ikon w Warszawie znajdują się projekty witraży zaprojektowanych dla cerkwi przez Adama Stalony-Dobrzańskiego.